# Famille von Blomberg
La famille von Blomberg est famille noble probablement originaire de la région de la ville du même nom, Blomberg, dans l'actuel arrondissement de Lippe, en Rhénanie-du-Nord-Westphalie. Une lignée a émigré en Courlande à la fin du XIIIe ou au début du XIVe siècle, où elle appartient à la noblesse germano-balte .

## Histoire
La famille remonte à un Pawel Blomberg (documenté en 1307) en Courlande comme ancêtre. Un Paul von Blomberg, seigneur de Sexaten et Puhnen (aujourd'hui Sieksāte et Pūņas en Lettonie), meurt en 1394. Son petit-fils est peut-être Siegfried von Blomberg (de), archevêque de Riga de 1370 jusqu'à sa mort en 1374.
La famille est divisée en deux grandes lignées généalogiques :
- la lignée de Lippe (éteinte au début du XVe siècle)
- la lignée de Courlande (ses branches ont disparu à l'exception de la branche cadette de Sergemit(h)en (Sermīte), mais à partir de cette branche individuelle, des membres de la famille émigrent vers la Westphalie/Lippe et vers la Nouvelle-Marche)

Une troisième lignée souabe est parfois mentionnée dans la littérature historique :
- Les seigneurs de Blumberg (XIIe – XIVe siècles, éteints) au château d'Alt-Blumberg (de) et de Donaueschingen, avec leur branche de Blumegg (de) au château de Blumegg (de) (éteint en 1577). Cependant, ceux-ci n'ont pas d'origine commune prouvée avec les Blomberg de Lippe, même si les armoiries familiales des deux lignées sont réunies dans le diplôme de baron de l'empereur Léopold Ier de 1670 (pour Johann Albrecht von Blomberg, sur Sergemiten, Sexaten et Perbohnen (Pērbone), envoyé impérial à Moscou, ainsi que dont les frères Heinrich et Sebastian) afin de créditer les Blomberg des services du défunt Blumberg/Blumegg à la maison de Habsbourg.

La famille vassale du diocèse de Courlande apparaît dans les documents avec Hermann Blomenberch auf Puhnen (1442–1467) et commence la lignée sûre avec Johann Blomberg, mentionné en 1583 sur Sergemit(h)en. Ce domaine (également appelé Groß-Sernaten) est situé à 12 km au sud de Hasau (aujourd'hui Užava (de) dans le district de Ventspils en Lettonie).
De là, une branche revint en Lippe et est basée au château d'Iggenhausen (de) à Lage (Lippe) en 1769. Celui-ci revient récemment aux barons von Eckhardtstein (de) par l'intermédiaire de Wiltrud baronne von Eckardstein, née baronne von Blomberg (1911-1999).
Karl Gotthard baron von Blomberg auf Per Bohnen acquis à la fin du XVIIIe siècle le domaine de Liebthal dans la Nouvelle-Marche, aujourd'hui Lubiatów près de Dąbie, son frère Georg Dietrich, par son mariage avec Amalie Grote (de), possède le manoir de Vortlage à Lengerich, qui est vendu en 1830. À la fin des années 1930, onze membres de la famille sont organisés au sein de la coopérative noble allemande
Hérité des barons von Münchhausen (de) au XXe siècle, le domaine de Nienfeld appartient à la famille von Blomberg, qui le gère encore aujourd'hui.

## Blason

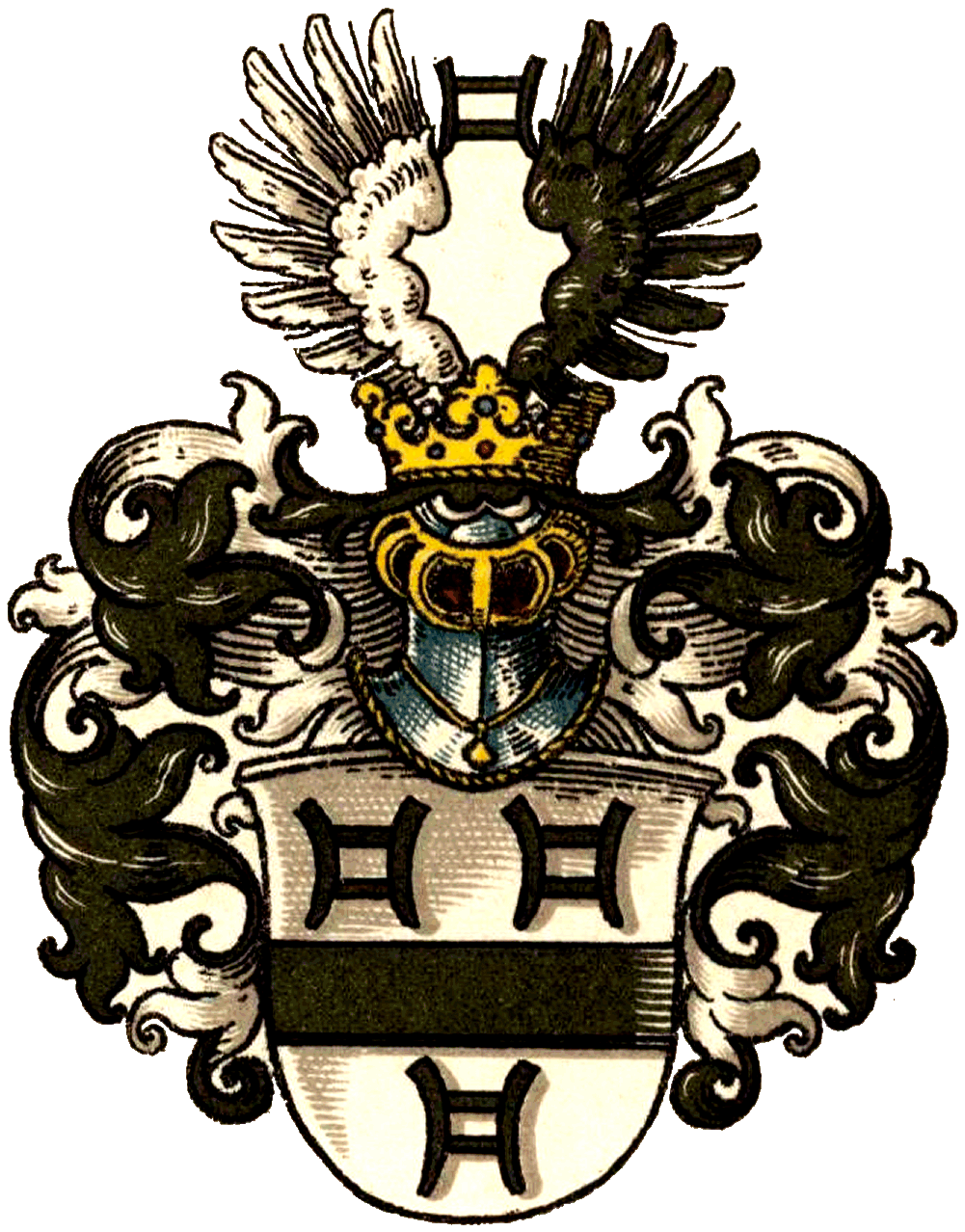
Armoiries familiales de la famille von Blomberg

- Les armoiries de la famille montrent une barre noire en argent accompagnée de trois fers de moulin (2:1). Sur le casque recouvert de noir et d'argent un fer à repasser comme dans le bouclier entre vol ouvert, argent à droite et noir à gauche.
- Les armoiries baronniales de 1670 sont divisées en quartiers et recouvertes d'un écu en forme de cœur en argent, avec deux barres bleues assombries trois fois de blanc au sommet (armoiries de la famille du Souabe von Blumberg). Dans les champs 1 et 4 il y a un aigle noir en or sur la lacune, dans les champs 2 et 3 les armoiries de la famille avec la barre noire accompagnée de trois fers de moulin noirs. À droite des deux casques, le bleu et l'argent recouvrent un lion argenté à deux queues en pleine croissance avec une petite croix rouge dans la gueule, à gauche le vol bleu ouvert à droite et le noir à gauche avec le noir et l'argent. le fer à repasser des armoiries familiales. Porte-écu : À droite un aigle noir, à gauche un lion d'argent[7]

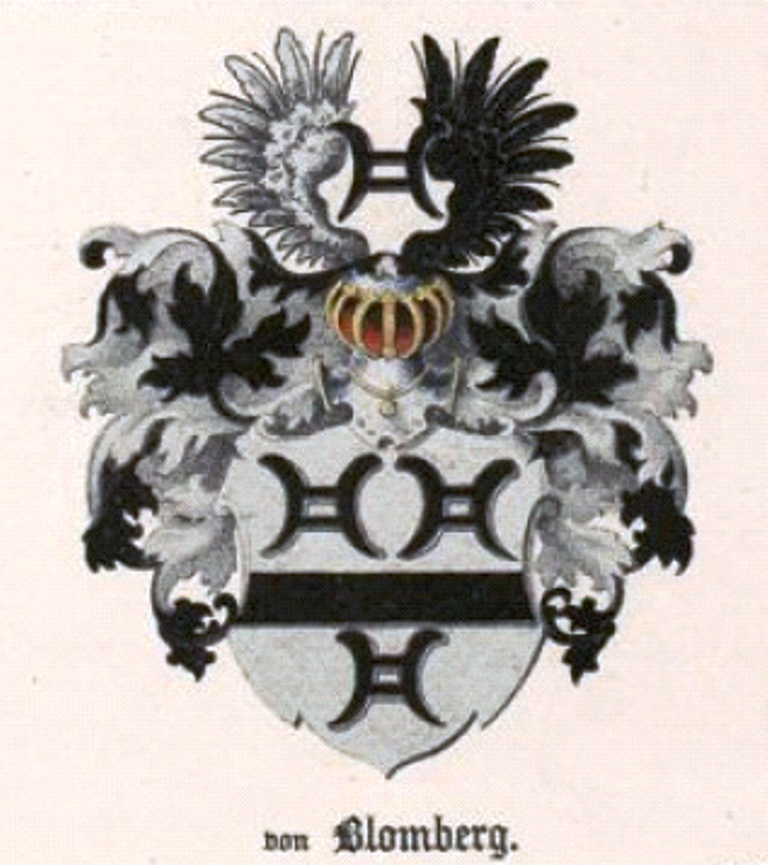
Armoiries de la famille von Blomberg (livre des armoiries de la Baltique, 1882)
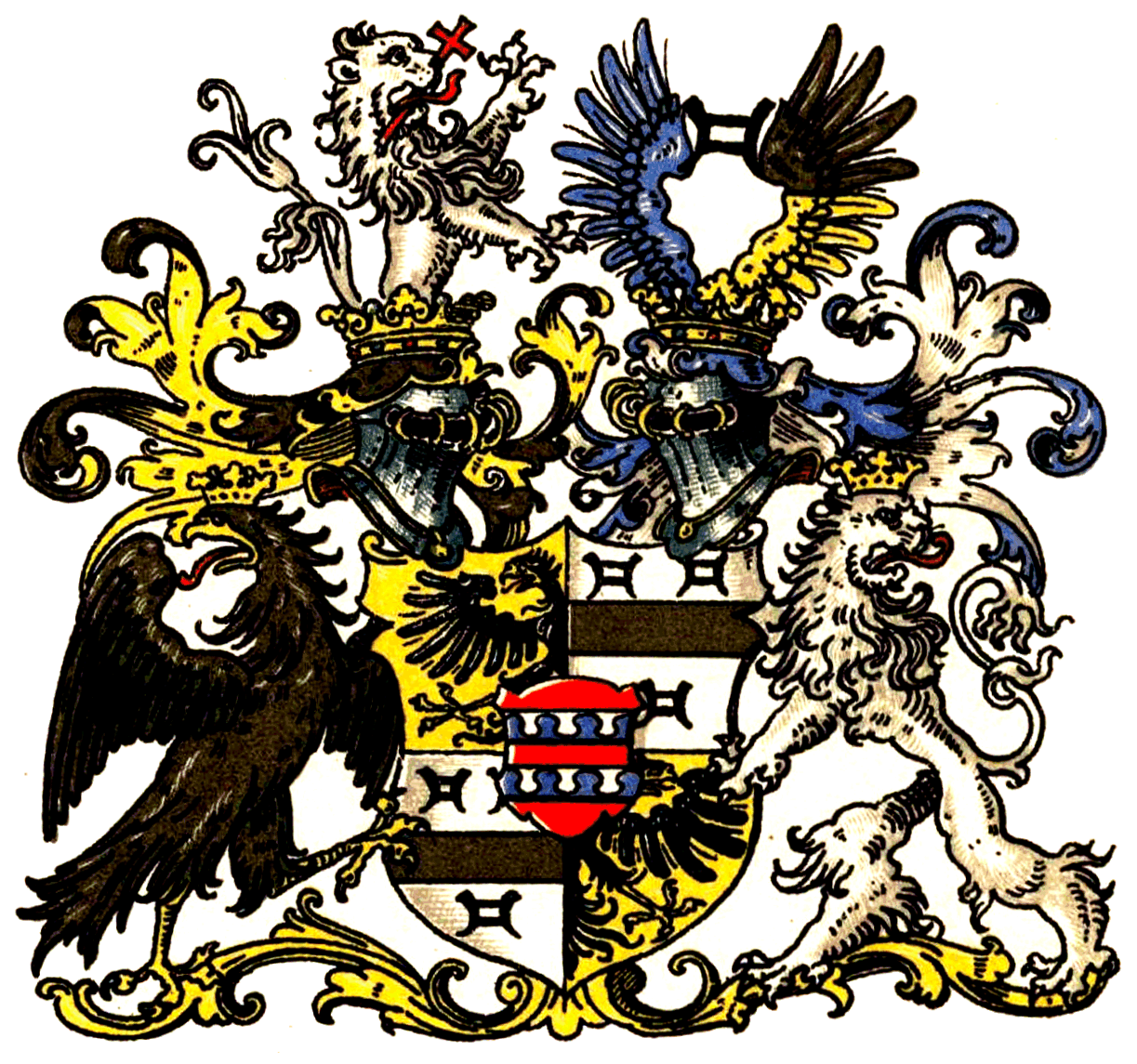
Armoiries des barons de Blomberg de 1670 (Livre d'armoiries de la noblesse Westphalienne, 1902) avec le bouclier cardiaque du Souabe Blumberg/Blumegg

## Personnalités

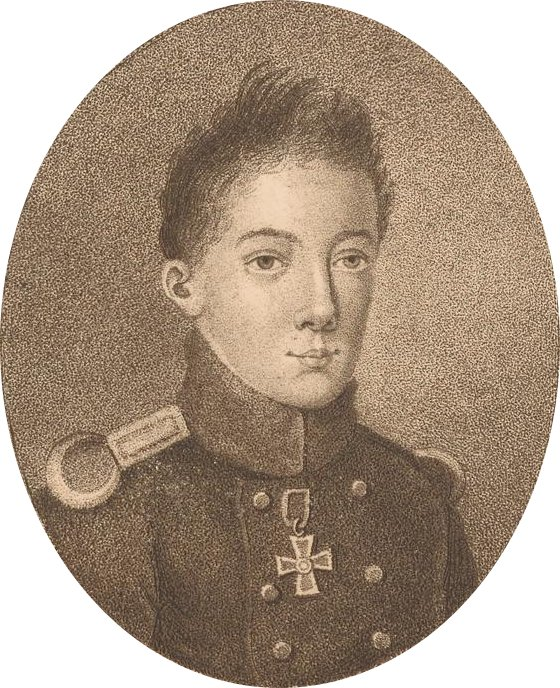
Alexander von Blomberg (1788-1813), combattant de la libération

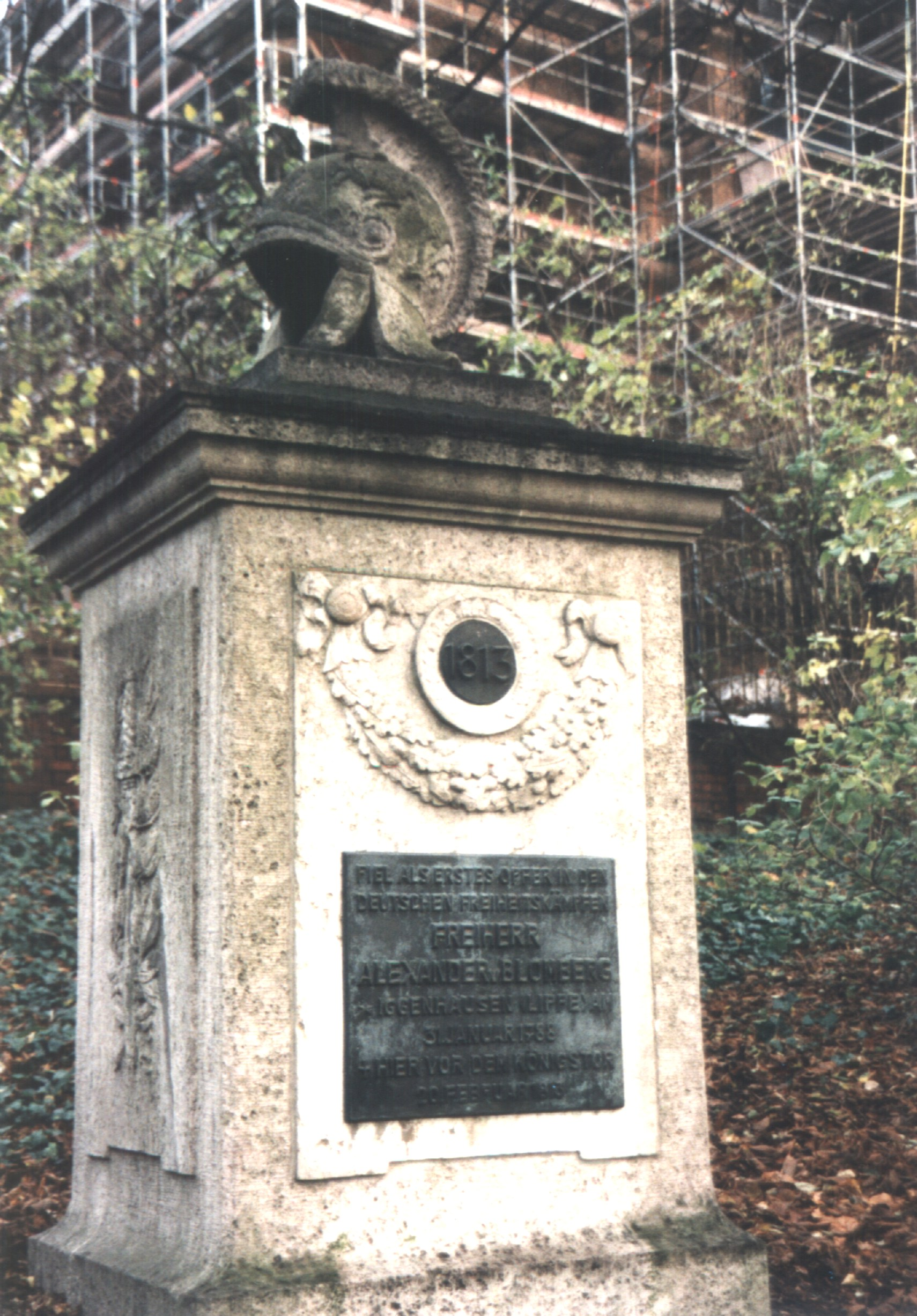
Monument Alexander-von-Blomberg devant l'église Saint-Barthélemy sur Otto-Braun-Straße à Berlin

- Gustav von Blomberg (de) (1854-1919), avocat administratif prussien et administrateur de l'arrondissement de Crossen-sur-l'Oder
- Otto von Blomberg (de) (1871-1946), lieutenant général allemand
- Baron William T. Frary von Blomberg (de) (1904-1983), consultant américain en relations publiques (adopté en 1933)

### Lignée cadette de Lippe
- Alexander von Blomberg (de) (1788-1813), combattant de la libération
- Georg Moritz von Blomberg (de) (1770-1818), administrateur du comté de Tecklembourg et poète-avocat
- Wilhelm von Blomberg (de) (1786-1846), officier prussien et poète-avocat

### Lignée de Courlande
- Hugo von Blomberg (de) (1820-1871), peintre et poète
- Karl August von Blomberg (de) (1726-1793), colonel prussien (père de Julius von Blomberg)

### Légitimation de la noblesse prussienne de 1771
Fondée par Julius von Blomberg (1769-1842), qui, en tant que fils illégitime de Karl August von Blomberg (de), reçoit la légitimation de la noblesse en 1771
Julius von Blomberg (1769-1841) marié avec Leonore Friederike von Petersdorff (1770-1851)
Ludwig Ernst Adolf von Blomberg (1803-1892) marié avec Amalie von dem Borne (1807-1851)
Hermann von Blomberg (1836-1924), général d'infanterie prussien
Emil Léopold von Blomberg (1840-1904) marié avec Emma von Tschepe (1847-1938)
Werner von Blomberg (1878-1946), maréchal allemand ainsi que ministre de la Reichswehr et ministre de la Guerre du Reich de 1933 à 1938